# George Bell (rugby à XV)
Pour les articles homonymes, voir George Bell (homonymie) et Bell.
Pas d'image ? Cliquez ici

a Compétitions nationales et continentales officielles uniquement.

b Matchs officiels uniquement.
Dernière mise à jour le 21 juin 2025.
George Bell, né le 29 janvier 2002 à Dunedin (Nouvelle-Zélande), est un joueur international néo-zélandais de rugby à XV jouant au poste de talonneur avec les Crusaders en Super Rugby et avec la province de Canterbury en NPC depuis 2022.

## Biographie

### Jeunesse et formation
George Bell grandit dans la ferme familiale, à Shag Valley Station, dans l'est d'Otago. Il commence à jouer au rugby à XV au Eastern Rugby FC, basé à Waikouaiti.
Adolescent, il quitte la ferme familiale pour être pensionnaire au John McGlashan College de Dunedin. Par la suite, il vit à Christchurch où il a rejoint le centre de formation des Crusaders.
En 2022, il joue trois matchs avec l'équipe de Nouvelle-Zélande des moins de 20 ans, affrontant les équipes des moins de 20 ans de l'Australie, l'Argentine et les Fidji dans le cadre du Championnat d'Océanie.

### Débuts professionnels avec Canterbury et les Crusaders (2022-2024)
Plus tard dans l'année 2022, alors qu'il n'a pas encore fait ses débuts au niveau provincial, George Bell joue le premier match de sa carrière avec les Crusaders, en Super Rugby, contre la Western Force,. À cette occasion, il marque aussi le premier essai de sa carrière,. Quelques mois après, il joue pour la première fois en National Provincial Championship (NPC) avec Canterbury, entrant en jeu et marquant un essai dans une large victoire 43 à 10 contre Wellington. Durant la suite de la saison 2022, il est sélectionné avec les All Blacks XV (en) qui doivent jouer contre l'Irlande A (en) et les Barbarians. En fin de saison, il entre en jeu dans la finale de NPC perdue 26 à 18 contre Wellington.
Il est ensuite inclus dans l'effectif des Crusaders pour la saison 2023 de Super Rugby. Cependant, il manque la quasi intégralité de la saison à cause d'une blessure. Il fait son retour à temps pour la finale opposant les Crusaders aux Chiefs. Il n'entre pas en jeu mais son équipe l'emporte sur le score de 20 à 25,. Un mois après ce premier trophée, il est titulaire avec les All Blacks XV face au Japon, dans un match amical remporté 41 à 27,. Au mois d'août 2023, il est sélectionné avec la Nouvelle-Zélande en tant que réserviste pour la Coupe du monde 2023.
C'est durant la saison 2024 qu'il gagne du temps de jeu avec les Crusaders, en profitant notamment de l'absence de Taylor pour commencer le début de saison en tant que titulaire. À son retour, il retourne sur le banc des remplaçants et devient son suppléant. Il réalise tout de même de bons matchs qui lui permettent même d'être évoqué par la presse néo-zélandaise comme un futur international. 

### Premières sélections avec lesAll Blacks(depuis 2024)
Durant l'été 2024, après une bonne saison en Super Rugby, George Bell est appelé avec la Nouvelle-Zélande par le nouveau sélectionneur Scott Robertson. En effet, en l'absence de Samisoni Taukei'aho et après le départ à la retraite de Dane Coles, il est préféré à Ricky Riccitelli pour être le troisième talonneur de l'équipe,. Il obtient sa première cape avec son pays le 20 juillet 2024 contre les Fidji, et marque un essai permettant la victoire des siens 47 à 5. Il est ensuite retenu pour le Rugby Championship 2024 mais ne joue pas de la compétition. Plus tard dans l'année, il prend part à deux autres rencontres avec les All Blacks face au Japon et à l'Irlande,.
En tout début de saison 2025, il se fracture un pied lors d'un match de présaison contre les Highlanders, ce qui l'éloigne des terrains pendant plusieurs mois et lui fait manquer une partie de la saison de Super Rugby. Revenu sur les terrains à la mi-mai, il participe à tous les matchs de la fin de saison et remporte le Super Rugby en battant les Chiefs 16 à 12 en finale,.

## Palmarès
- Vainqueur du Championnat des provinces néo-zélandaises en 2022 avec Canterbury.
- Vainqueur du Super Rugby en 2023 et 2025 avec les Crusaders.